# Copa de Naciones CAFA 2025
La Copa de Naciones CAFA 2025 será la segunda edición del torneo de fútbol a nivel de selecciones nacionales de Asia Central organizado por la Asociación de Fútbol de Asia Central (CAFA) que se llevará a cabo en Tayikistán y Uzbekistán del 29 de agosto al 8 de septiembre, fecha escogidas por ser las del 10° aniversario de la fundación de la CAFA.

## Participantes
Esta edición cuenta con la participación de ocho selecciones nacionales, una más que en la edición anterior, con la inclusión de Malasia como nación invitada además de Omán.
- Afganistán
- Irán
- Kirguistán
- Malasia
- Omán
- Tayikistán
- Turkmenistán
- Uzbekistán

## Sedes
| Tayikistán                | Tayikistán        | Tayikistán | Tayikistán |
| ------------------------- | ----------------- | ---------- | ---------- |
| Hisor                     | Hisor             | Hisor      | Hisor      |
| Hisor Central Stadium     |                   |            | Hisor      |
| Capacidad: 20,000         |                   |            | Hisor      |
|                           |                   |            | Hisor      |
| Uzbekistán                |                   |            |            |
| Tashkent                  | Tashkent          | Tashkent   | Tashkent   |
| Pakhtakor Central Stadium | Milliy Stadium    |            | Tashkent   |
| Capacidad: 35,000         | Capacidad: 34,000 |            | Tashkent   |
|                           |                   |            | Tashkent   |

## Fase de grupos

### Grupo A
| Pos. | Equipo         | Pts. | PJ | G | E | P | GF | GC | Dif. | Clasificación |
| ---- | -------------- | ---- | -- | - | - | - | -- | -- | ---- | ------------- |
| 1    | Uzbekistán (H) | 0    | 0  | 0 | 0 | 0 | 0  | 0  | 0    | Final         |
| 2    | Kirguistán     | 0    | 0  | 0 | 0 | 0 | 0  | 0  | 0    | Tercer Lugar  |
| 3    | Turkmenistán   | 0    | 0  | 0 | 0 | 0 | 0  | 0  | 0    |               |
| 4    | Omán           | 0    | 0  | 0 | 0 | 0 | 0  | 0  | 0    |               |

 Fuente: 
Criterios de clasificación: 
| 30 de agosto de 2025 | Uzbekistán | vs. | Omán | Milliy Stadium, Tashkent |  |

| 30 de agosto de 2025 | Kirguistán | vs. | Turkmenistán | Pakhtakor Central Stadium, Tashkent |  |

| 2 de septiembre de 2025 | Omán | vs. | Kirguistán | Pakhtakor Central Stadium, Tashkent |  |

| 2 de septiembre de 2025 | Turkmenistán | vs. | Uzbekistán | Milliy Stadium, Tashkent |  |

| 5 de septiembre de 2025 | Uzbekistán | vs. | Kirguistán | Milliy Stadium, Tashkent |  |

| 5 de septiembre de 2025 | Turkmenistán | vs. | Omán | Pakhtakor Central Stadium, Tashkent |  |

### Grupo B
| Pos. | Equipo         | Pts. | PJ | G | E | P | GF | GC | Dif. | Clasificación |
| ---- | -------------- | ---- | -- | - | - | - | -- | -- | ---- | ------------- |
| 1    | Tayikistán (H) | 0    | 0  | 0 | 0 | 0 | 0  | 0  | 0    | Final         |
| 2    | Irán           | 0    | 0  | 0 | 0 | 0 | 0  | 0  | 0    | Tercer Lugar  |
| 3    | Afganistán     | 0    | 0  | 0 | 0 | 0 | 0  | 0  | 0    |               |
| 4    | Malasia        | 0    | 0  | 0 | 0 | 0 | 0  | 0  | 0    |               |

 Fuente: 
Criterios de clasificación: 
| 29 de agosto de 2025 | Tayikistán | vs. | Malasia | Hisor Central Stadium, Hisor |  |

| 29 de agosto de 2025 | Irán | vs. | Afganistán | Hisor Central Stadium, Hisor |  |

| 1 de septiembre de 2025 | Malasia | vs. | Irán | Hisor Central Stadium, Hisor |  |

| 1 de septiembre de 2025 | Afganistán | vs. | Tayikistán | Hisor Central Stadium, Hisor |  |

| 4 de septiembre de 2025 | Tayikistán | vs. | Irán | Hisor Central Stadium,, Hisor |  |

| 4 de septiembre de 2025 | Afganistán | vs. | Malasia | Hisor Central Stadium,, Hisor |  |

## Fase final

### Tercer lugar
| 8 de septiembre de 2025 |  | vs. |  | Hisor Central Stadium, Hisor |  |

### Final
| 8 de septiembre de 2025 |  | vs. |  | Milliy Stadium, Tashkent |  |